# Si j'avais eu un char
 (septembre 2023).
Albums de Bumper Stickers
Pas Mal Plus Mature
Si j'avais eu un char est le premier album des Bumper Stickers. Il a été enregistré à Saint-Charles-de-Bellechasse dans le studio Vic Vice et a pris 13 jours d'enregistrement studio.

## Liste des titres
1. Nouveau Paget (2.56)
2. Old Orchard (3.00)
3. Soir de St-Jean (3.05)
4. J'pas capable (2.49)
5. Si j'avais eu un char (3.34)
6. La journée ou t'as mal tourné (3.04)
7. La laveuse (2.55)
8. L'agace (3.38)
9. Fond d'tonne (3.17)
10. Pas d'panique (3.38)
11. Encrissitude (1.49)
12. Beige et Brun + Bonus (9.18)

## Chansons omises (pas sorties) ou reportées
- Simon Laliberté : Cette chanson est téléchargeable gratuitement sur le site même mais elle est devenue le bonus (voir note)
- Grouiller : Une chanson mis en démo (perdue) sur leur site et qui ont refait en 2010 en studio et qui est gratuit sur le site depuis mai 2010
- You Dumped me but i'm stupid so I take you back bitch : La seule chanson anglaise écrite par Daniel Pelchat et chanter live seulement
- Stadaconé : La chanson officieuse du 400e de la ville de Québec mise gratuitement sur le site pour un an. Il y a une version remixée pour la série Québec/Montréal datant de 2010 qui fait son apparition sur le 2e album
- Tu vas m'aimer (J'peux payer): Cette chanson est du vieux matériel rapatrié sur le 2e album